# S.C.A.R.

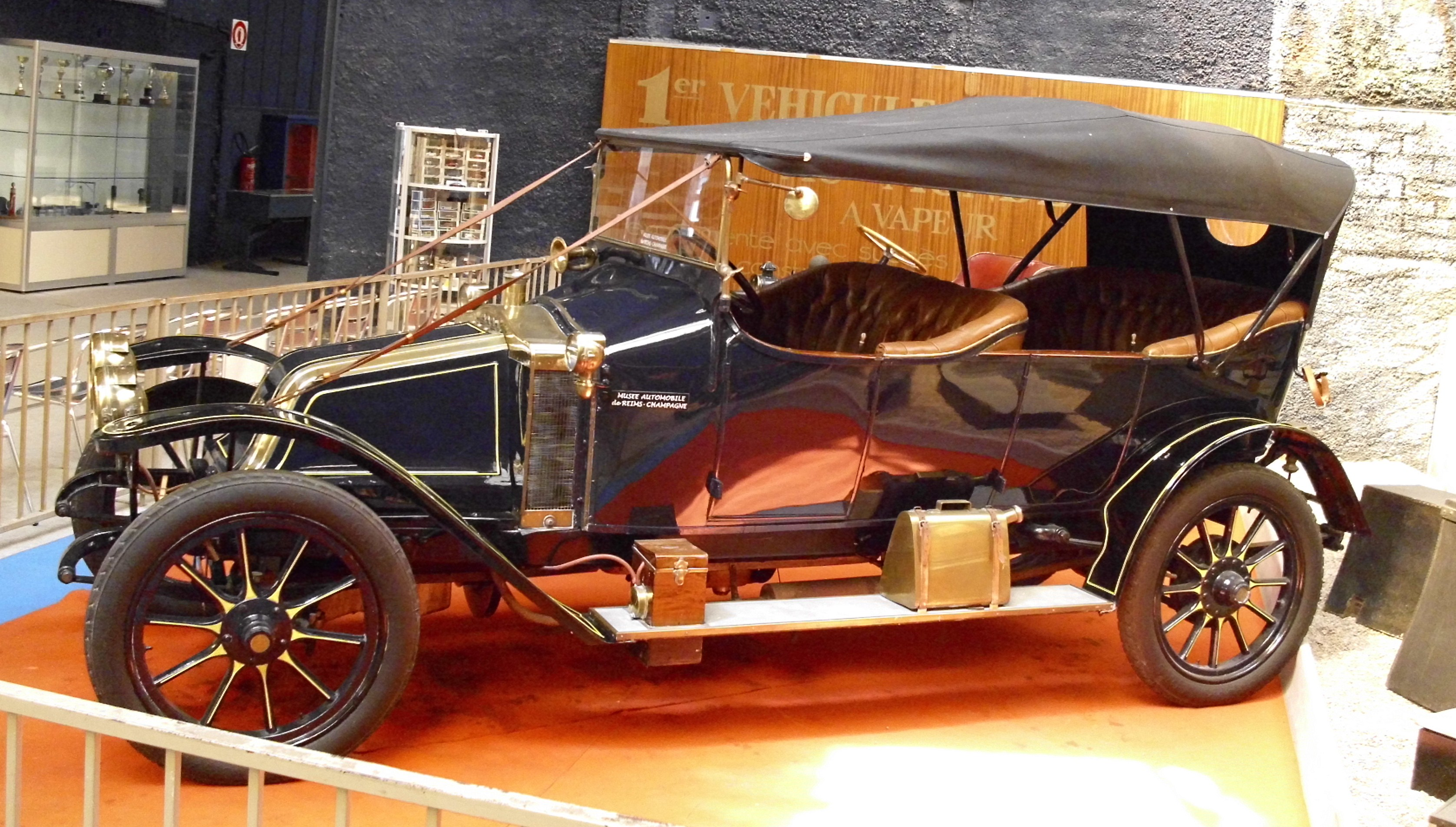
S.C.A.R. von 1908

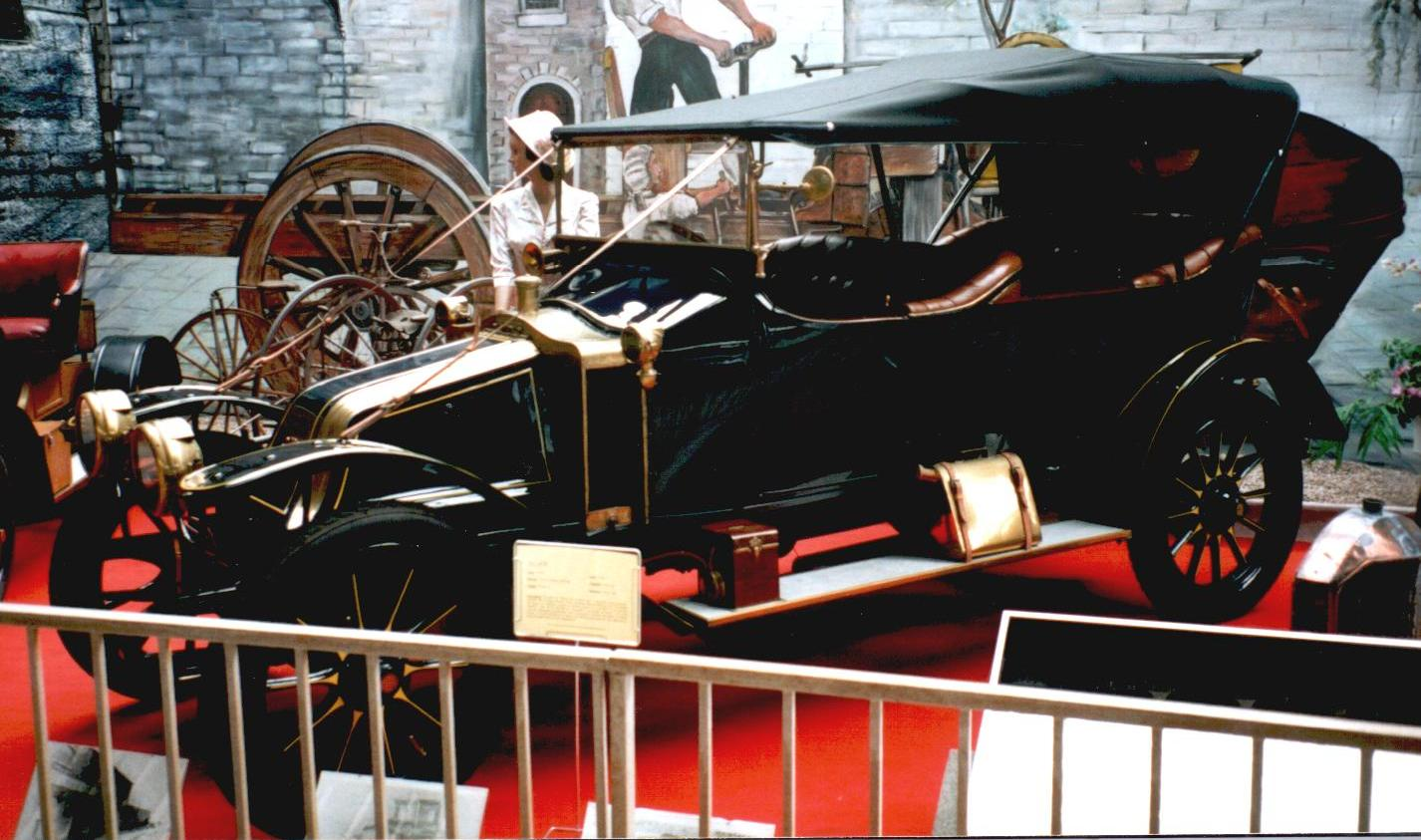
S.C.A.R. von 1908

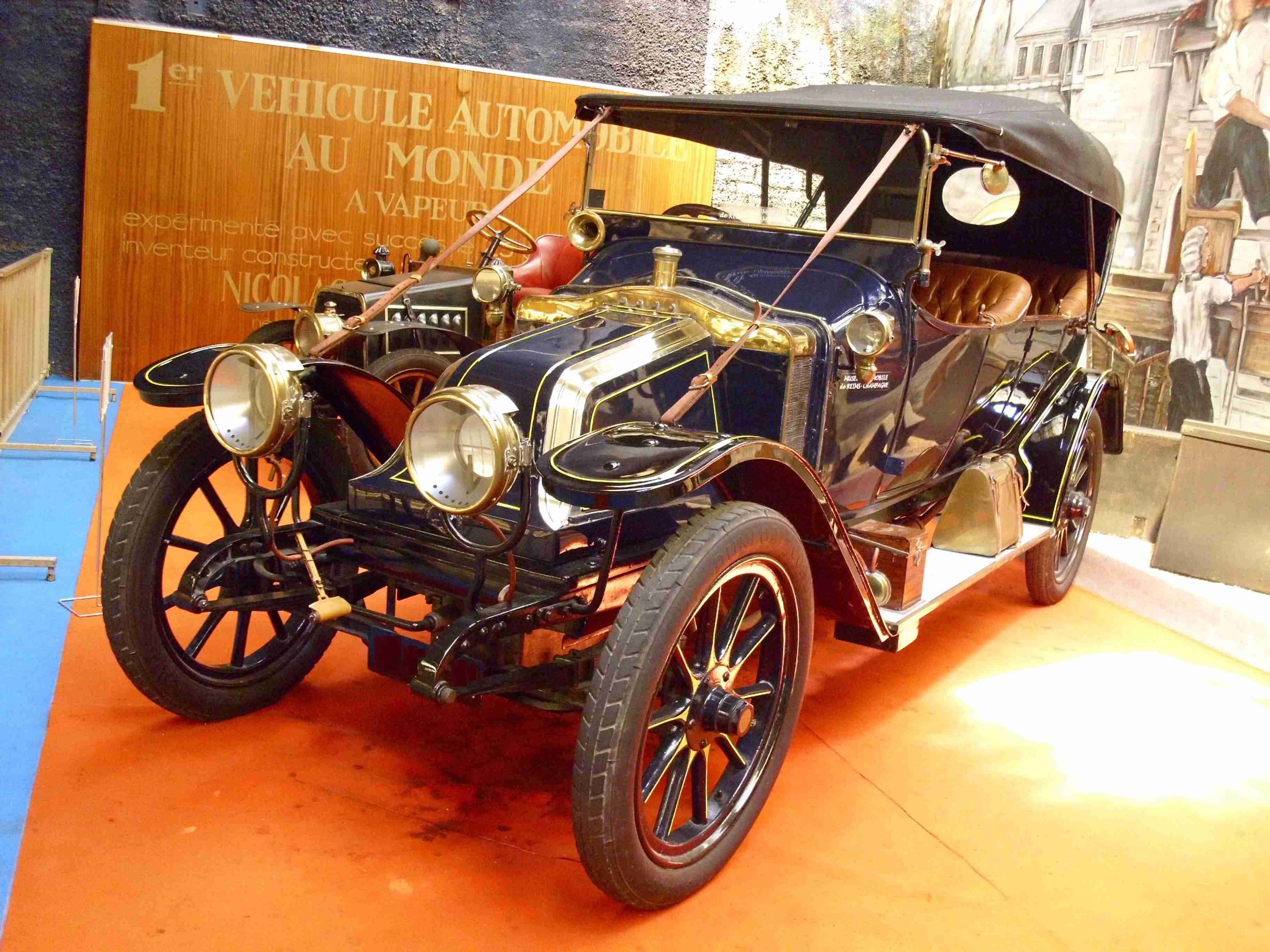
S.C.A.R. von 1908

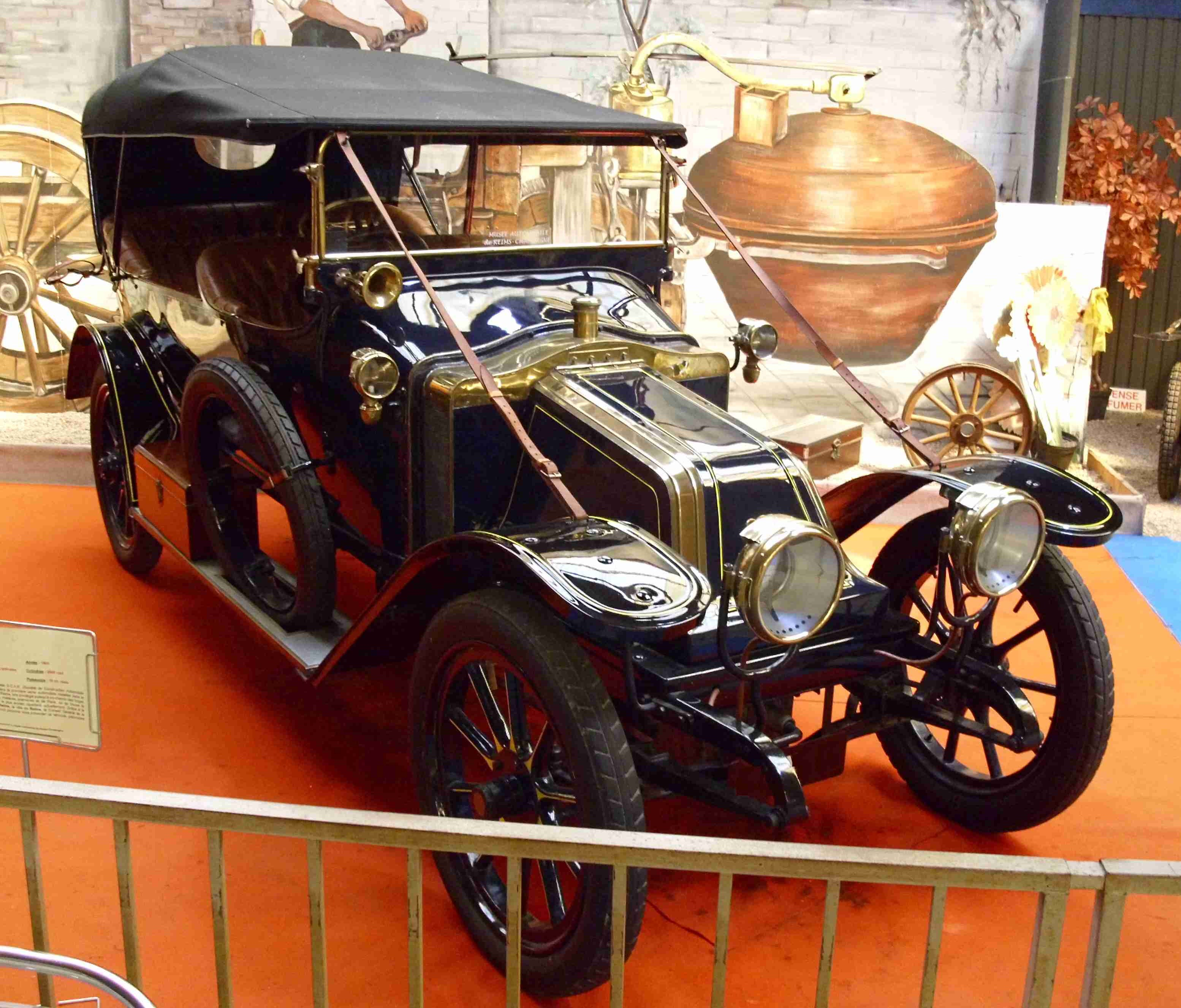
S.C.A.R. von 1908

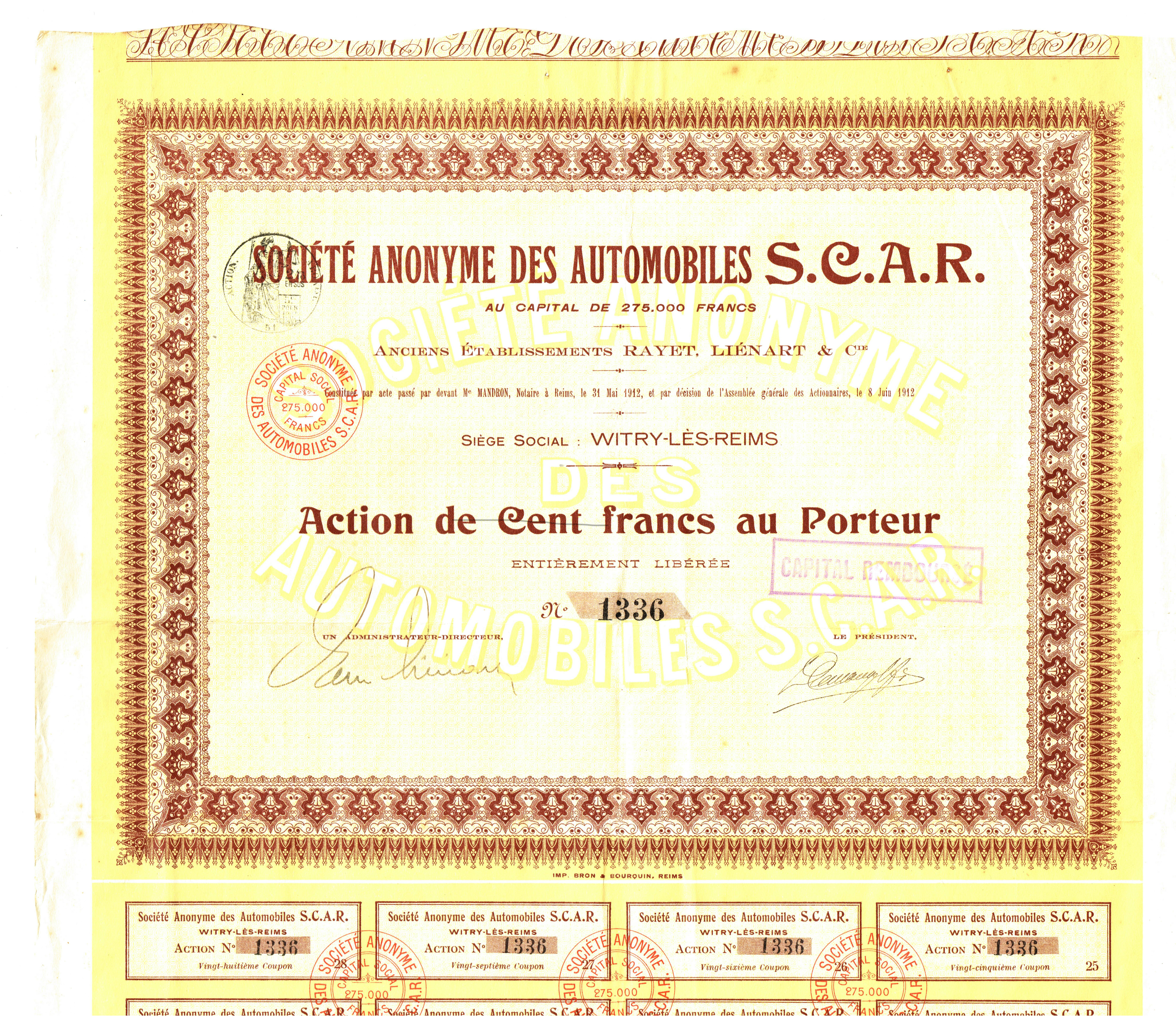
Aktie über 100 Francs der S.A. des Automobiles S.C.A.R. vom 8. Juni 1912

S.C.A.R. war ein französischer Hersteller von Automobilen.

## Unternehmensgeschichte
Die Wurzeln des Unternehmens gehen auf eine Firma zurück, die Albert-Victor Rayet am Ende des 19. Jahrhunderts in Nanterre gründete. Von der Ausbildung her Mechaniker interessierte er sich schon früh für Automobile und errichtete dort eine der ersten Kfz-Werkstätten des Landes. Einige Jahre später traf er auf Emilie Liénart, der ebenfalls ein begeisterter Automobilist war. Als Geschäftsmann und Unternehmer verfügte er über viele Kontakte und finanzielle Mittel und hatte als einer der ersten Einwohner von Paris eine offizielle Fahrerlaubnis erworben. Beide zusammen entwickelten den Plan, eine neue Automarke zu gründen.
Um sich von den sehr zahlreichen Wettbewerbern abzusetzen, war ihre Geschäftsidee, nicht wie damals üblich viele Komponenten bei Zulieferern zuzukaufen und diese mittels einer eigenen Karosserie zu komplettieren. Der Erfolgsfaktor sollte die eine eigene technische Konstruktion und Fertigung sein, gepaart mit innovativen Lösungen. Die angedachte Zielgruppe war dabei von vorneherein eine deutlich besserverdienende Käuferschicht. Rayet und Liénart begannen, ein geeignetes Betriebsgelände in Paris oder Lyon, der zu dieser Zeit zweiten Automobilstadt Frankreichs, zu suchen. In beiden Regionen ließen die Grundstückspreise aber kein Engagement zu. Liénart, der Familie in Reims hatte, bekam jedoch über diesen Weg ein geeignetes Gelände in Witry-lès-Reims empfohlen. Neben der passenden Größe besaß es auch einen Eisenbahnanschluss; ein wichtiger Gesichtspunkt, um die die nötigen Rohstoffe und Vorprodukte zu erhalten. Aufgrund dieser Vorteile erwarben sie das Gelände.
Am 8. März 1906 (nach anderen Quellen 1898) gründeten Rayet und Liénart die Société de Construction Automobile de Reims (S.C.A.R). Die Verwaltung befand sich in Reims, 7, rue de l'Ecole de Médicine. Das erste selbst entwickelte Fahrzeug war ein vierzylindriger 18/20 HP, der die Werkshallen im Herbst 1906 verließ. Um die neue Marke bekannt zu machen, nahmen die Unternehmensgründer an einem internationalen Automobilwettbewerb teil, der auf der Isle of Man ausgetragen wurde. Allerdings war ihnen dabei kein Erfolg beschieden, denn das Fahrzeug fiel bereits vor Ende aufgrund technischer Probleme aus. Dennoch wurde die potentielle Kundschaft auf die Neugründung aufmerksam. Dabei zeigte sich die Standortwahl als Glücksgriff. Durch die Finanzkraft, die der Champagner dieser Region bescherte, gab es viele ortsansässige Winzer, die über die notwendigen Mittel verfügten, um sich ein Automobil der Oberklasse zulegen zu können.
Die Verkaufszahlen stiegen deutlich an. Aufgrund des Erfolges wurde die Modellpalette schnell ausgeweitet und monatlichen Produktionszahl lag bei etwa 15 Fahrzeugen. Das Selbstbewusstsein, das diese Entwicklung hervorrief, manifestierte sich in dem Werbespruch „Ohne Vergleich zu Renault“ (Sans Comparaision Avec Renault). In den Spitzenzeiten umfasste der Verkaufskatalog Limousinen mit Zwei-, Vier- und Sechszylindermotoren sowie kleine Lastkraftwagen und einen Bus.
Allerdings kam es zu Spannungen zwischen den Unternehmensgründern. Zu weit lagen die Vorstellungen zwischen dem Techniker Rayet, der Innovationen suchte und dem Kaufmann Liénart, der Kosten sparen wollte, auseinander. 1909 wollte Letzterer das Unternehmen bereits liquidieren, was durch staatliche Stellen verhindert wurde, die traditionell einen starken Einfluss auf die französische Automobilindustrie besitzen. Der Erste Weltkrieg setzte der Firma weiter zu. Witry-lès-Reims lag in einer der Hauptkampfzonen, wodurch das Produktionsgelände erheblich beschädigt wurde.
Nach Beendigung des Konflikts nahm die S.C.A.R. sehr zurückhaltende ihre Aktivitäten wieder auf. Einige Fahrzeuge unter der Marke wurden zwar noch gebaut, aber schnell verlegte man sich auf die Wartung und Instandsetzung von Kriegsgerät. Die Gründer verließen in der Folge das Unternehmen. Rayet machte sich als Vertragshändler für die Marke Mathis selbständig. Liénart wurde kaufmännischer Direktor bei Brasier. Die Aktionäre der Gesellschaft forderten erfolgreich 1924 die Auflösung des Firmenvermögens. Nach einer anderen Quelle stellte das Unternehmen nach dem Ersten Weltkrieg keine Fahrzeuge mehr her, vertrieben Rayet und Liénart gemeinsam bis 1924 Mathis-Fahrzeuge und waren noch bis 1933 als Werkstatt tätig.
Das Produktionsgelände wurde 1928 von Magneti Marelli aufgekauft, die dort mehr als ein halbes Jahrhundert Elektromotoren für verschiedene Einsatzzwecke produzierten. Danach ging es in die Hände von Vickers über, die hier Spezialteile aus Plastik und Gummi herstellten. Heute hat sich in den Räumen die S.E.C.A.N. (Société d'études et de constructions aéronavales) angesiedelt, die Bauteile für die Marine und die Luftfahrt herstellt.

## Fahrzeuge
Das erste Modell 18/20 HP besaß einen Vierzylindermotor mit 2500 cm³ Hubraum. Eine andere Quelle nennt 2544 cm³ mit einer Bohrung von 90 mm und einem Hub von 100 mm. Die Leerlaufdrehzahl lag bei 180/min die Höchstdrehzahl bei 1400/min. Ein weiterer Motor hatte 3079 cm³ Hubraum mit 99 mm Bohrung und 100 mm Hub. Er leistete 18 PS bei 1400/min. 1907 erschienen ein Vierzylindermodell mit 4100 cm³ Hubraum und ein Sechszylindermodell mit 6000 cm³ Hubraum. 1910 folgte ein Zweizylindermodell mit 1300 cm³ Hubraum, ein Vierzylindermodell mit 2400 cm³ Hubraum und ein Sechszylindermodell mit 3600 cm³ Hubraum. Später folgte das Vierzylindermodell 11,9 CV mit 2094 cm³ Hubraum. 1914 erschienen noch zwei Modelle mit 2800 cm³ und 3200 cm³ Hubraum.
Ein Fahrzeug dieser Marke ist im Musée Automobile Reims Champagne in Reims zu besichtigen.

## Heutige Situation
Didier Carayon, Präsident der Gesellschaft, die das Musée Automobile Reims-Champagne betreibt, geht davon aus, dass die Marke heute weitgehend vergessen ist. Aktuell (Stand: 30. Juli 2012) sind seiner Meinung nach noch sechs verbliebene Exemplare aller produzierten Typen bekannt. Drei befinden sich in Frankreich, jeweils ein weiteres in Großbritannien, den USA und in Neuseeland.